# ميخائيل كوكس (مؤرخ)
ميخائيل كوكس (بالإنجليزية: Michael Cox)‏ هو بروفيسور ومؤرخ وعالم سياسة بريطاني، ولد في 11 مارس 1947 في لندن في المملكة المتحدة.